# Арру-Виньо, Жан-Филипп
Жан-Фили́пп Арру́-Виньо́ (фр. Jean-Philippe Arrou-Vignod; род. 18 сентября 1958, Бордо) — французский писатель, автор книг для взрослых и многочисленных произведений для детей и юношества. Лауреат премии «Ренодо лицеистов» (1997).

## Биография и творчество
Жан-Филипп Арру-Виньо родился в 1958 году в Бордо. Он был вторым из шестерых сыновей. Родители, Жан-Луи (по профессии врач) и Жанин, назвали всех своих детей Жанами: Жан-Паскаль, Жан-Филипп, Жан-Франсуа, Жан-Ноэль, Жан-Батист и Жан-Шарль. Некоторое время семья проживала в Шербуре, затем переехала в Тулон, а оттуда — в Антиб.
С детства Жан-Филипп увлекался чтением, в особенности приключениями и детективными историями, и рано начал сочинять собственные рассказы. Получив филологическое образование в Высшей нормальной школе Парижа, он на протяжении двадцати лет преподавал французский язык в коллеже в одном из парижских пригородов.
Первая книга Арру-Виньо, «Le rideau sur la nuit», вышла в 1984 году в издательстве «Галлимар» и была удостоена премии за лучший дебютный роман. Пять лет спустя, в 1989 году, было опубликовано его первое произведение для детей — приключенческий детектив «Le professeur a disparu», положивший начало серии «Enquête au collège» («Расследование в школе»). В 1994 году Арру-Виньо стал консультантом в Gallimard Jeunesse (филиал «Галлимара», специализирующийся на детской литературе); был ответственен за коллекцию «Page Blanche»; в 2002 году возглавил коллекцию «Hors Piste» (для детей 9-12 лет). Помимо литературной и издательской деятельности занимается также написанием телесценариев.
Жан-Филипп Арру-Виньо пишет как для взрослых, так и для детей. По его собственным словам, это — один и тот же процесс, осуществляемый разными людьми: когда он пишет детские книги, то вновь становится ребёнком. При этом, если «взрослые» его книги исполнены печали и меланхолии, то детские полны жизни и юмора. В 1997 году за роман «L’homme du cinquième jour» (1997), ориентированный на взрослых читателей, Арру-Виньо была присуждена премия «Ренодо лицеистов». В 1999 году в Авиньоне была поставлена его первая театральная пьеса «Femme».
Для детей Арру-Виньо пишет преимущественно в двух жанрах: детективные истории и реалистические рассказы в юмористическом ключе. Одна из книг, «Магнус Миллион и Спальня кошмаров» («Magnus Million et le dortoir des cauchemars», 2011), представляет собой приключенческо-фантастический роман. Кроме того, совместно с иллюстратором Оливье Таллеком, Арру-Виньо создал серию книг «Рита и Бублик» («Rita et Machin») для детей от четырёх лет, включающую шестнадцать книжек-картинок. Большой известностью пользуются книги из автобиографической серии «Une famille aux petits oignons» («Ай да семейка!»; в русских изданиях «Семейка из Шербура») о шестерых братьях по имени Жан, в которой, переплетая реальность и вымысел, писатель рассказывает о собственном детстве. Первая книга серии, «Омлет с сахаром» («L’Omelette au sucre»), вышла в 1999 году; изначально предполагалось, что она будет единственной, однако впоследствии Арру-Виньо написал ещё шесть. Повествование в них ведётся от лица одного из братьев, Жана Б., в котором автор изобразил себя.
Книги Арру-Виньо переведены на многие языки включая русский, некоторые экранизированы. Сам писатель следующим образом объясняет популярность своего творчества: «Думаю, мои книги долго читаются именно потому, что в них нет ничего „злободневного“».